# 甲骨文公司认证项目
甲骨文公司认证项目（英語：Oracle Certification Program）是甲骨文公司用来认证考生在甲骨文产品、技术的技能和知识的一个综合性考试。根据认证等级，考生获取资格证书之前须通过一系列考试、培训和技能任务（英語：Performance-Based Assignments）。而甲骨文认证项目是可以帮助企业职员在竞争中获得针对于其专长和工作经验的一个实际的基准评测。
其总共分为5个等级：
- 甲骨文公司助理认证（Oracle Certified Associate）
- 甲骨文公司职业认证（Oracle Certified Professional）
- 甲骨文公司大师认证（Oracle Certified Master）
- 甲骨文公司专家认证（Oracle Certified Expert）
- 甲骨文公司技术认证（Oracle Certified Specialist）

这些资格证书分散于9个科技科目和一些已经破产的产品和产品组，并且在甲骨文的认证网页上，其认证也决定于工作岗位。